# Скосогоровка
Скосогоровка (укр. Скосогорівка), село, 
Сухининский сельский совет,
Богодуховский район,
Харьковская область.
Код КОАТУУ — 6320888115. Население по переписи 2001 г. составляет 74 (33/41 м/ж) человека.

## Географическое положение
Село Скосогоровка находится на обоих берегах реки Сухой Мерчик.
В 2-х км расположено село Сухины.
Раньше к селу примыкали сёла Замниусы и Хорунжее, но в 1997 г. их присоединили к Скосогоровке.

## История
- 1779 — дата основания.
- При СССР в селе был организован и работал колхоз «Дружба», центральная усадьба которого находилась в Сухинах, а молочно-товарные ферма - в селе Скосогоровка[1].

## Экономика
- В селе есть молочно-товарная ферма.

## Объекты социальной сферы
- Скосогоровский фельдшерско-акушерский пункт.